# Sojuz MS-12
Sojuz MS-12 je ruská kosmická loď řady Sojuz. Start se uskutečnil 14. března 2019 v 19:14 UTC. Nosná raketa Sojuz-FG odstartovala z kosmodromu Bajkonur k Mezinárodní vesmírné stanici (ISS), kam dopravila tři členy Expedice 59.  Po šestihodinovém letu přistála kosmická loď u připojovacího uzlu modulu Rassvet. Spojení se uskutečnilo 15. března 2019 v 01:01 UTC.
Sojuz MS-12 se vrátil na Zemi 3. října 2019 v 11:00 UTC, jeho návratový modul bezpečně přistál v kazašské stepi. Na palubě byli kosmonauti Alexej Ovčinin, Nick Hague a Hazzá al-Mansúrí.

## Posádka
Hlavní posádka:
- Alexej Ovčinin (3), velitel, Roskosmos
- Nick Hague (2), palubní inženýr, NASA

Pouze start:
- Christina Kochová (1), palubní inženýr, NASA

Pouze přistání:
- Hazzá al-Mansúrí (1), účastník kosmického letu, MBRSC

V závorkách je uveden dosavadní počet letů do vesmíru včetně této mise.
Záložní posádka:
- Alexandr Skvorcov, velitel, Roskosmos
- Luca Parmitano, palubní inženýr, ESA
- Andrew Morgan, palubní inženýr, NASA